# پامیتیتسه
پامیتیتسه (به چکی: Pamětice) یک منطقهٔ مسکونی در جمهوری چک است که در ناحیه بلانسکو واقع شده‌است. پامیتیتسه ۳٫۵ کیلومتر مربع مساحت و ۲۴۷ نفر جمعیت دارد و ۴۵۸ متر بالاتر از سطح دریا واقع شده‌است.